# Dospey Heights
Dospey Heights är en bergstopp i Antarktis. Den ligger i Sydshetlandsöarna. Argentina, Chile och Storbritannien gör anspråk på området. Toppen på Dospey Heights är 265 meter över havet.
Terrängen runt Dospey Heights är platt. Trakten är obefolkad. Det finns inga samhällen i närheten. 